# Priscila Borja

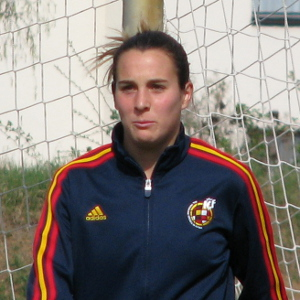
Priscila Borja 2012

Priscila Borja Moreno (* 28. April 1985 in Alcalá de Guadaíra) ist eine spanische Fußballspielerin. Die Stürmerin nahm mit der spanischen Frauen-Nationalmannschaft an der Frauen-Europameisterschaft 2013 teil.

## Sportlicher Werdegang
Borja entstammt der Jugend des Sevillaer Stadtteilklubs CD Hispalis. 2002 wechselte sie zu CE Sabadell, mit dem sie 2003 die Copa de la Reina gewann. Nach dem Rückzug des Klubs aufgrund finanzieller Schwierigkeiten wechselte sie 2005 innerhalb der Primera Division zu CFF Estudiantes de Huelva, jedoch auch der neue Klub zog sich ein Jahr später aus dem höherklassigen Ligabereich zurück. Daraufhin zog sie zu Club Irex Puebla weiter, den sie nach der Fusion mit AD Las Mercedes zum  Extremadura FCF 2008 in Richtung Sporting Huelva verließ. Bereits wiederum nur ein Jahr später wechselte sie zu Atlético Madrid, 2013 wechselte sie zum mehrfachen Meister Rayo Vallecano.
Zu Beginn der Qualifikation zur EM-Endrunde 2013 im Herbst 2011 hatte Borja in der Nationalmannschaft debütiert. Mit der Auswahlmannschaft qualifizierte sie sich für das Endrundenturnier und gehörte unter Auswahltrainer Ignacio Quereda zum Kader. Beim Ausscheiden der Mannschaft im Viertelfinale gegen Norwegen bestritt sie ihr einziges Endrundenspiel, konnte das Ausscheiden aber nicht verhindern.
| Personendaten    | Personendaten                               |
| ---------------- | ------------------------------------------- |
| NAME             | Borja, Priscila                             |
| ALTERNATIVNAMEN  | Borja Moreno, Priscila (vollständiger Name) |
| KURZBESCHREIBUNG | spanische Fußballspielerin                  |
| GEBURTSDATUM     | 28. April 1985                              |
| GEBURTSORT       | Alcalá de Guadaíra                          |